# 菲利普 (黑森-洪堡)
菲利普·奧古斯特·腓特烈（德語：Philipp August Friedrich，1779年3月11日—1846年12月15日），黑森-洪堡伯爵，1839年至1846年在位。

## 生平
拿破崙戰爭期間，菲利普加入奧地利的卡爾大公髳下，參與了卡爾迪耶羅戰役、蘭休特戰役、埃克謬爾戰役、阿斯珀恩-埃斯靈戰役、瓦格拉姆戰役、德勒斯登戰役以及庫爾姆戰役等，並獲得瑪麗亞·特蕾莎勛章，奧地利帝國最高的軍事榮譽。
1838年，菲利普與羅莎莉·安東妮結婚。由於是貴庶通婚，這段婚姻不被菲利普的親戚所承認。兩人沒有子女。
1829年，英國提议菲利普為新獨立的希臘國王，而俄羅斯支持該提議，但法國反對菲利普成為希臘國王。1830年2月3日，列強决定由巴伐利亞的奥托亲王作為新任希臘國王，後者于1832年成為希臘第一代國王奥托一世。
1839年，菲利普繼承哥哥路德維希·威廉成為黑森-洪堡伯爵。他在位期間，民眾開始要求頒布憲法，但菲利普經過考慮後拒絕了這個提議。
菲利普於1846年逝世，享年67歲。他去世後，由弟弟古斯塔夫繼位為黑森-洪堡伯爵。